# San Carlo ai Catinari
San Carlo ai Catinari, también llamada Santi Biagio e Carlo ai Catinari (Santos Blas y Carlos en Catinari) es una iglesia romana del estilo renacentista tardío. Se localiza en Piazza Benedetto Cairoli, 117, esquina de Via Arenula con Via dei Falegnami, a pocas manzanas de la iglesia de Sant'Andrea della Valle. Santi Biagio y Carlo ai Catinari fue la sede cardenalicia de San Carlo ai Catinari, suprimida en 1627 y transferida a Santos Ambrogio y Carlo. Hoy es sede del diaconado de los santos Biagio y Carlo ai Catinari. Es una de las al menos tres iglesias romanas dedicadas a San Carlos: San Carlo ai Catinari, San Carlo al Corso y San Carlo alle Quattro Fontane (San Carlino).

## Historia
El origen de la actual iglesia está en una pequeña iglesia del siglo XII, San Biagio (San Blas), que tenía varios nombres, dell'Anello, degli Arcari, al Monte della Farina. En 1575 el papa Gregorio XIII la cedió a los Clérigos Regulares de San Paolo (Barnabitas), que bajo Sixto V también tuvo el título de cardinalizio. Pero en 1617, para dar espacio al convento de los teatinos de Sant'Andrea della Valle, la iglesia fue demolida y los padres fueron trasladados a la iglesia actual de San Carlo, en construcción desde 1611, que tomó el título de "Los santos Biagio y Carlo ai Catinari" en memoria de la iglesia anterior demolida. El apelativo ai Catinari se refiere a la presencia, en el momento de su construcción, de varios talleres de latoneros en la zona en que fue edificada la iglesia, y cuya principal producción eran los barreños (catini). 
Financiada por la comunidad milanesa en Roma, la iglesia se construyó por la orden Barnabita según diseño del arquitecto Rosato Rosati, y se completó alrededor de 1620. Se dedicó a San Carlo Borromeo, benefactor de la misma orden religiosa. La fachada se completó entre 1635 y 1638 en un diseño de Giovanni Battista Soria, mientras que el ábside se extendió en 1642 a un diseño del arquitecto Paolo Marrucelli. A lo largo de los años y siguientes se construyeron y decoraron las distintas capillas laterales y la iglesia se consagró solo en 1722, en tiempos del papa Clemente XII. Debido a algunos problemas estructurales, en 1860, Pío IX ordenó la restauración de todo el edificio porque había sido afectado seriamente por el paso del tiempo y por bombardeos.

## Interior
En el interior se conservan obras de grandes artistas del siglo XVII que hacen referencia a episodios de la vida de San Carlos. El Altar mayor es obra de Martino Longhi el Joven y contiene un retablo de Pietro da Cortona. Las pilastras de la nave son de escayola pintada en amarillo. Las pechinas que sostienen la cúpula están decoradas con pinturas de las cuatro Virtudes Cardinales (1627–30), obra de Domenichino, quien diseñó la decoración en estuco de la cúpula y probablemente de las otras bóvedas principales. En la bóveda del ábside se encuentra el fresco de San Carlos Borromeo en la Gloria (1646-1647), que fuera la última obra de Giovanni Lanfranco. Justo detrás del altar mayor está la pintura al óleo de San Carlos llevando en procesión el clavo de la cruz ... , de Pietro da Cortona. El altar mayor fue diseñado por Martino Longhi, el Joven. En la contrafachada se conservan dos frescos de los hermanos Gregorio y Matias Preti, que muestran los episodios de la predicación de San Carlos contra la herejía y San Carlos Borromeo dando limosna (1642).
A la derecha del Altar Mayor se encuentra una capilla barroca tardía diseñada por Antonio Gherardi y construida en 1695-1700. La cubierta es una original y oscura cúpula ovalada, rebajada, decorada con Casetones. En su centro hay una linterna en cuyo arranque hay relieves de angelotes alados. La cúpula da a un sobre espacio rectangular iluminado por ventanas que no son visibles desde abajo. El retablo de la capilla es también obra de Gherardi. 
La primera capilla a la derecha tiene una Anunciación (1624) de Lanfranco; En la segunda capilla, hay un Martirio de San Blas, obra de Giacinto Brandi. La segunda capilla a la izquierda contiene un retablo que representa La muerte de Santa Ana, de Andrea Sacchi. La tercera capilla fue diseñada por Paolo Maruscelli, con frescos de los martirios persas (1641) de Giovan Francesco Romanelli y lunetas de Giacinto Gimignani.
El coro está decorado con lienzos que representan a San Carlos en oración (1620), de Guido Reni, y San Carlos de Andrea Commodi, así como un Milagro de San Blas (1669), de Cerrini. El crucifijo de bronce en la sacristía se atribuye a Alessandro Algardi y el Cristo humillado (1598) es de Cavalier D'Arpino.
La iglesia contiene algunas reliquias notables, incluyendo el cráneo de Santa Febronia de Nisibis, trasladado aquí desde la antigua iglesia de San Pablo después de que esta última fuera demolida para la construcción del Palazzo Chigi. Esta reliquia, junto con otros dos cráneos de santos, es visible en la ventana del altar de la confesión.

## Galería

Imágenes de la Iglesia
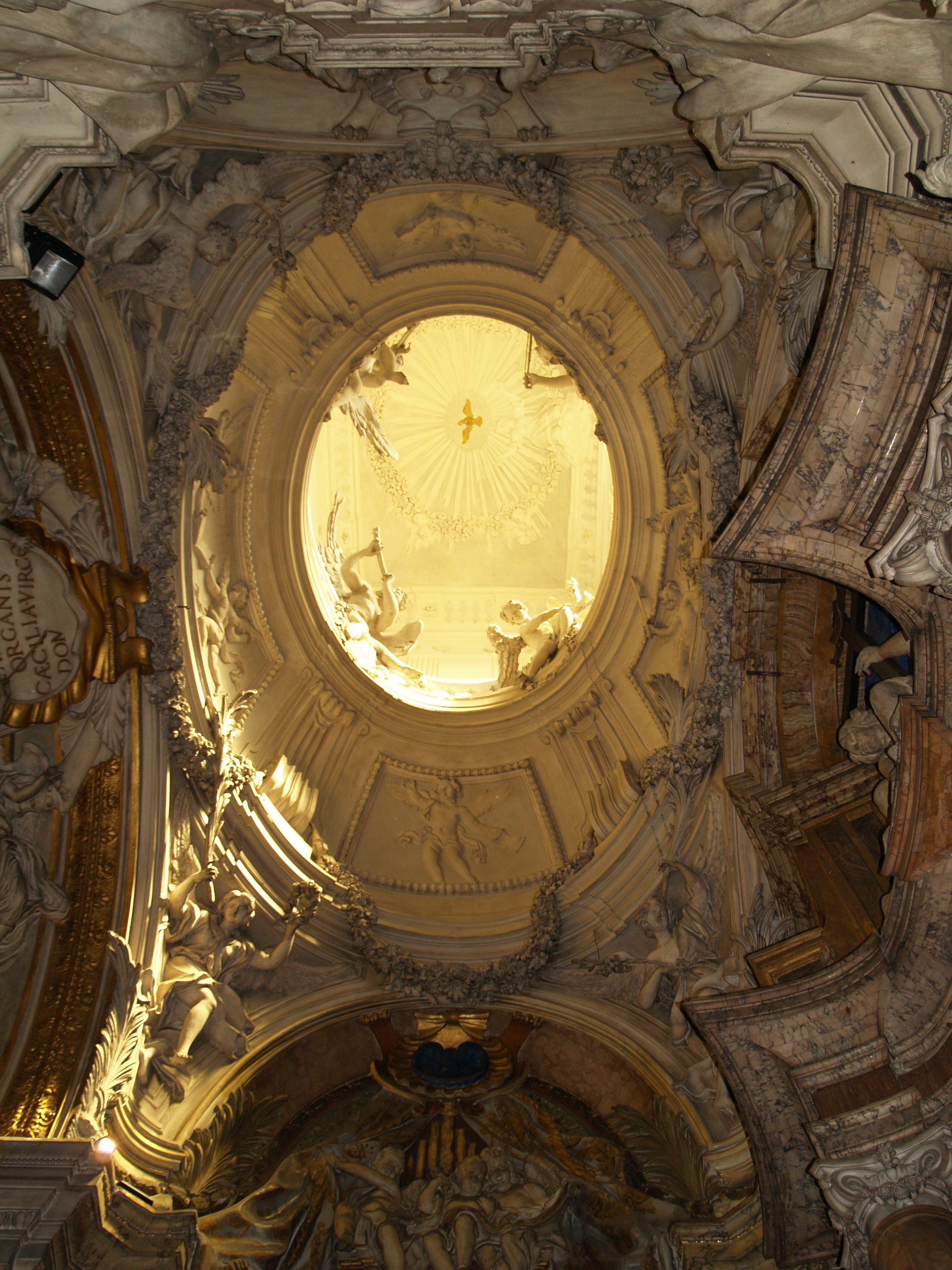
Interior de la cúpula de la capilla de Sta. Cecilia
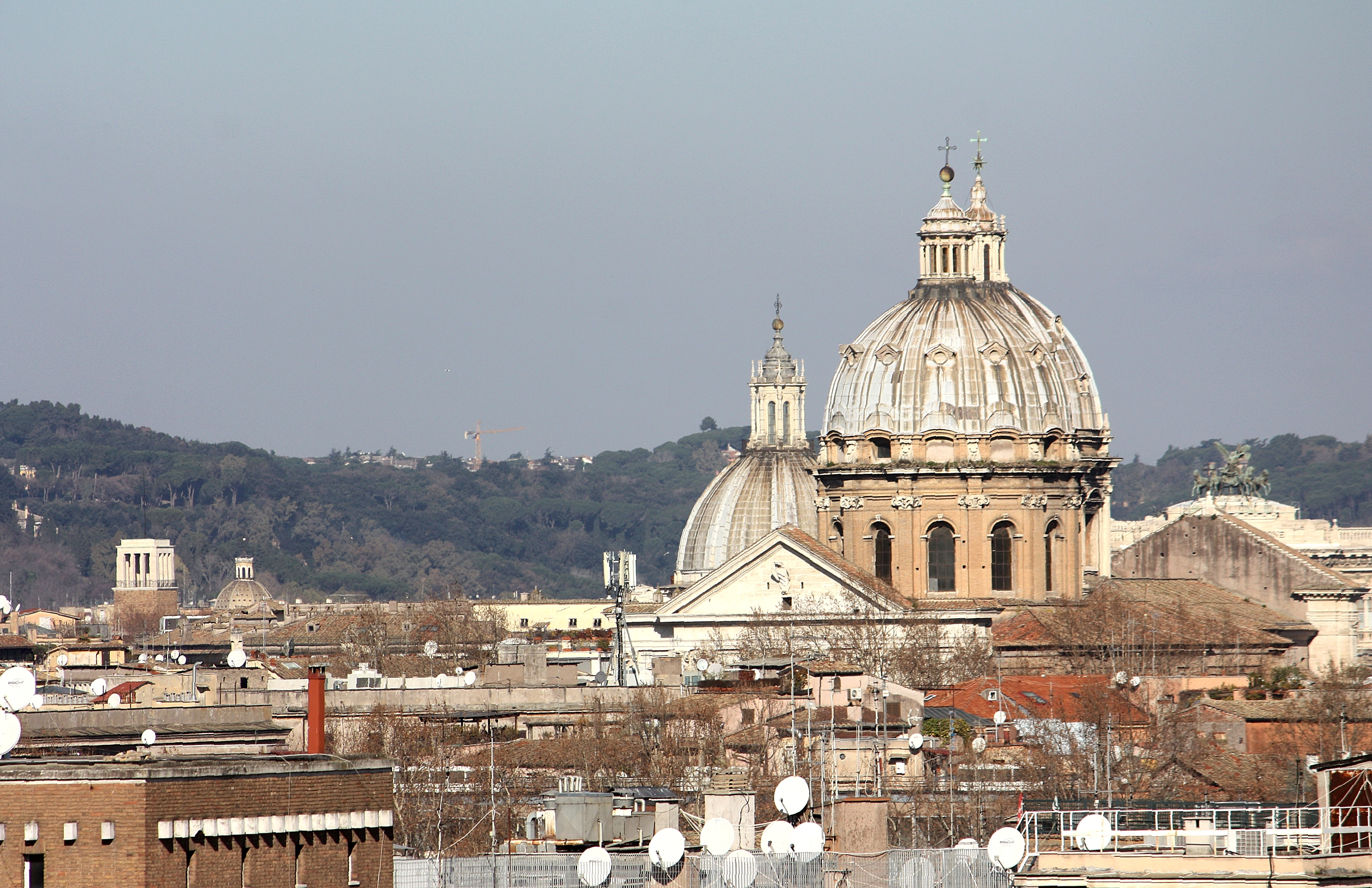
Cúpula de San Carlo ai Catinari
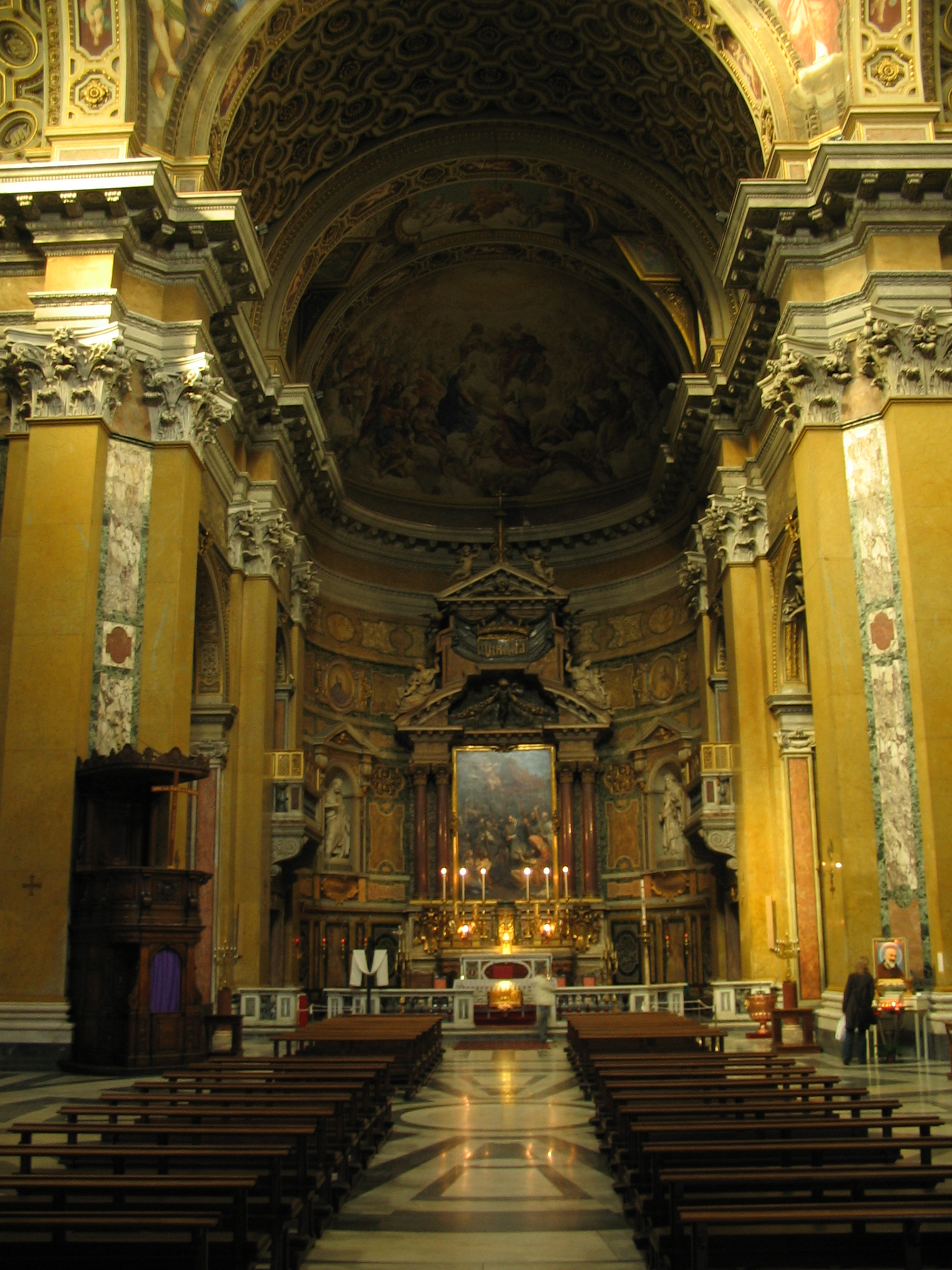
Vista del interior
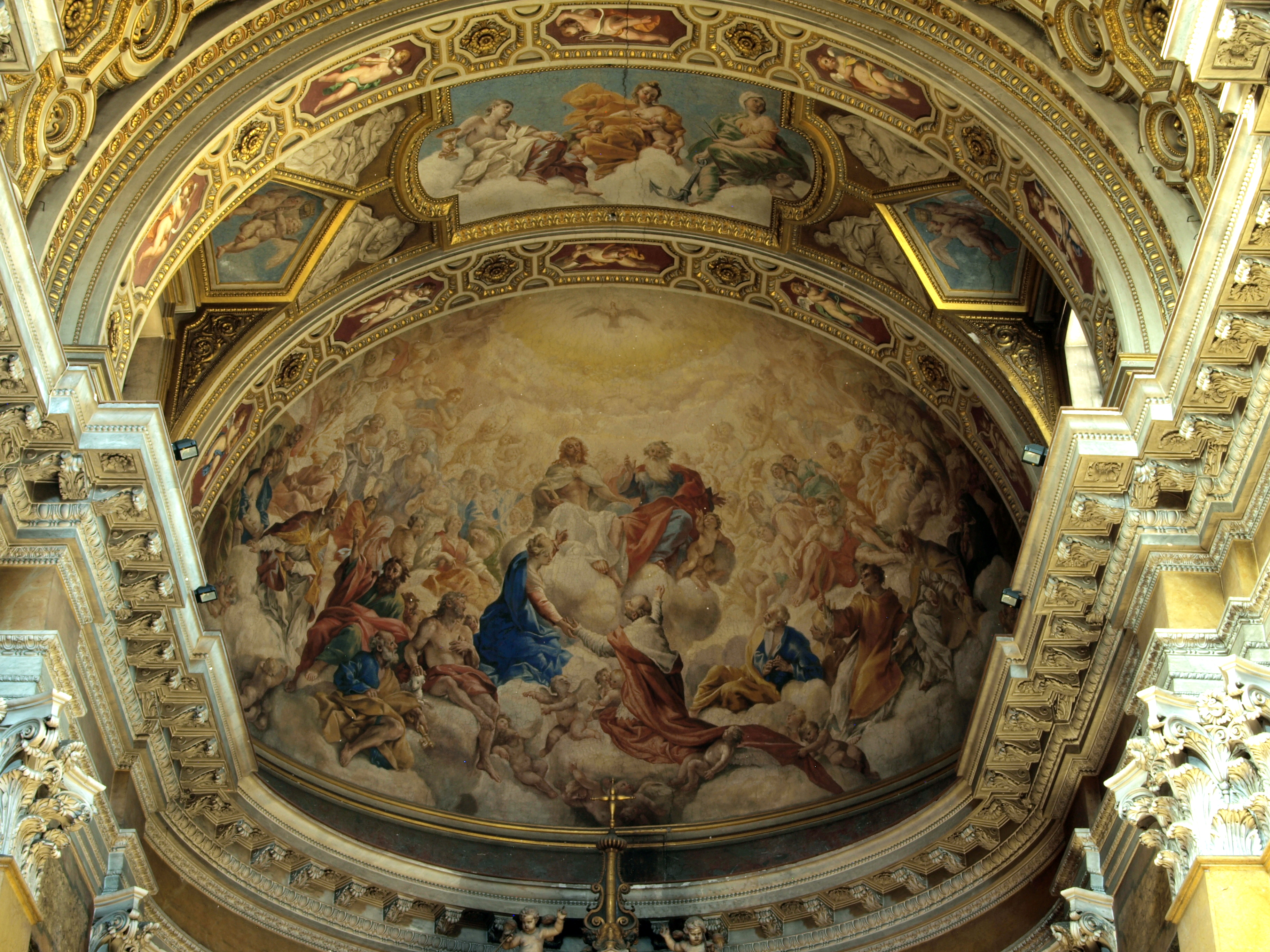
Frescos en la semicúpula del ábside
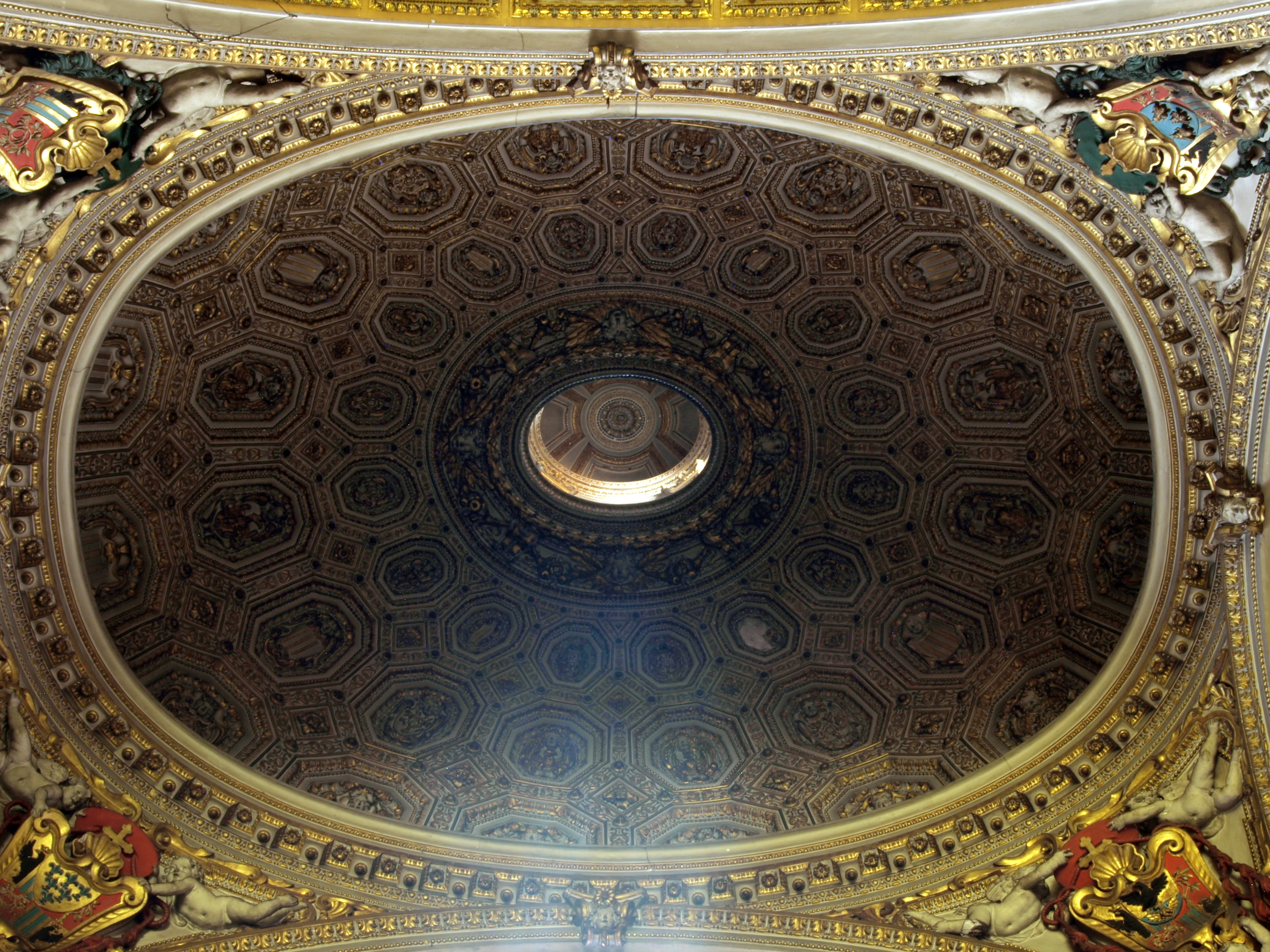
La original cúpula de Antonio Gherardi
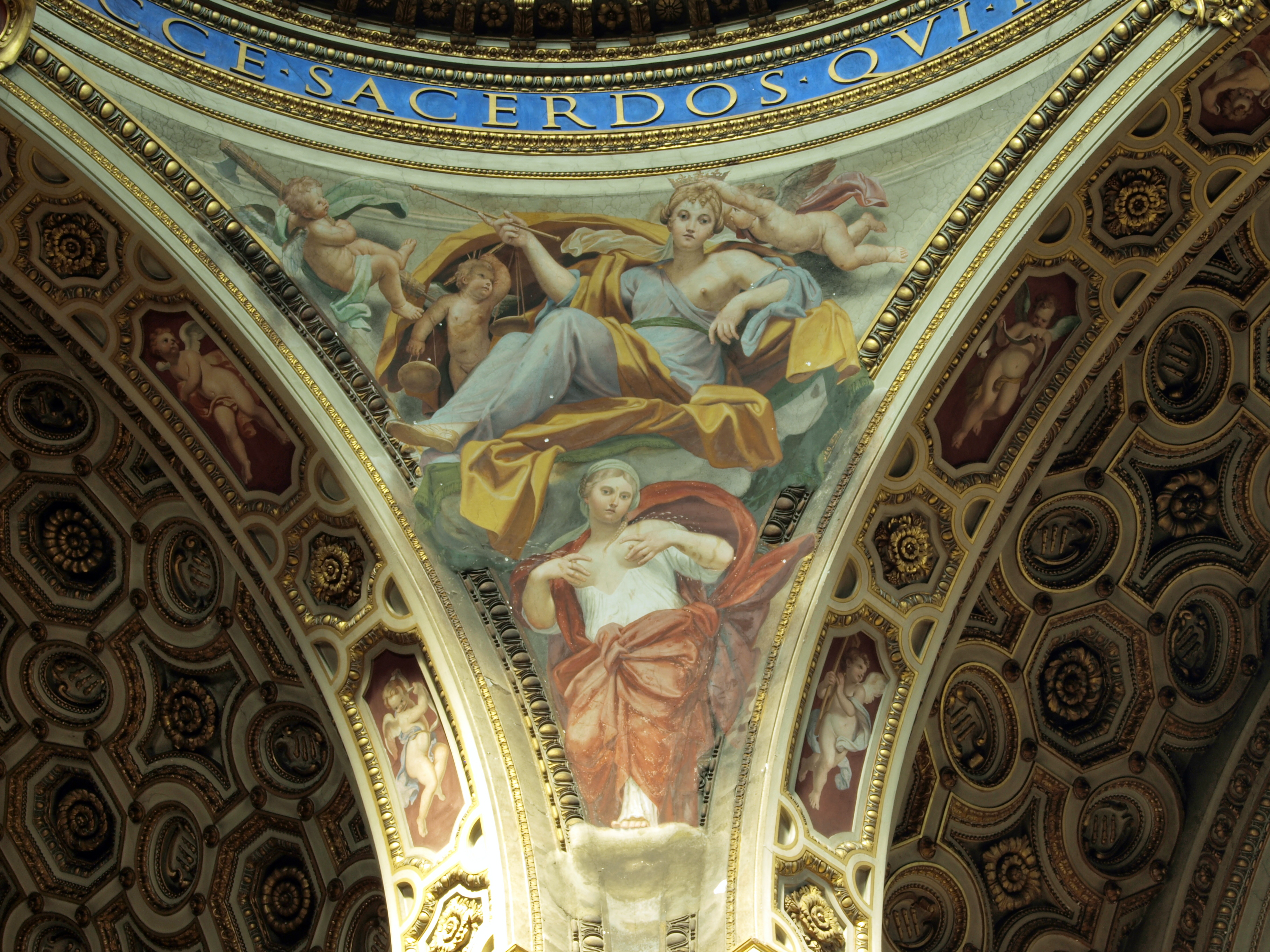
Pechina decorada con una de las virtudes cardinales